# Сааранпаскантамасаари
Сааранпаскантамаса́ари (фин. Saaranpaskantamasaari) — необитаемый островок на озере Онкамоярви, на северо-востоке Финляндии, в 200 м от границы с Россией. Административно относится к муниципалитету Салла области Лапландия. С лёгкой руки певицы Сары Форсберг обрёл известность своим необычным названием, переводимым как «Остров, насранный Саарой».